# Rally Villa de Llanes
El Rally Villa de Llanes es una prueba de rally que se celebra anualmente en la localidad asturiana de Llanes (España) desde 1977. Organizado por la escudería Villa de Llanes es puntuable para el Súper Campeonato de España de Rally y durante muchas ediciones también lo fue para el Campeonato de España de Rally.

## Historia
La prueba nació en el año 1977, concretamente los días 15 y 16 de agosto coincidiendo con las fiestas locales, el San Roque. El rally era puntuable para el campeonato de Asturias y en la lista de inscritos figuraban solo 23 pilotos. En esa primera edición el ganador obtuvo 20.000 pesetas de premio más el premio por ganar su categoría. El ganador fue la pareja formada por Lobato - Casas que participaron a bordo de un SEAT 1430. Las otras dos plazas estaba formada por dos pilotos locales, José Mari Puig y Graña que también corrieron con modelos SEAT.
La organización consiguió la puntuabilidad para el campeonato de España en la sexta edición del rally, 1982, coincidiendo con la primera victoria de las tres que conseguiría Genito Ortiz en Llanes, en todas con el Renault 5 Turbo. En 1985 venció el primer piloto extranjero Bruno Saby que disputó la prueba con el Peugeot 205 Turbo 16. Seis años más tarde haría lo mismo el uruguayo Gustavo Trelles con el Lancia Delta HF Integrale 16v. En la década de los 90 destacaron los pilotos Oriol Gómez con dos victorias (1994, 1995) y especialmente Jesús Puras con cinco triunfos: 1990, 1992, 1997, 1998 y 1999. El piloto cántabro lograría una sexta victoria en su palmarés personal en 2002 con el Citroën Xsara WRC. Al año siguiente la prueba perdería la puntuabilidad para el campeonato de España, después de veintiuna ediciones consecutivas, aunque ya en 2004 volvió a entrar en el calendario del certamen.

## Palmarés
| Año  | Edición                     | Piloto                   | Copiloto                | Automóvil                     | Series      |
| ---- | --------------------------- | ------------------------ | ----------------------- | ----------------------------- | ----------- |
| 1977 | 1.er Rally Villa de Llanes  | Luis Lobato              | Casas                   | SEAT 1430-1800                |             |
| 1978 | 2.º Rally Villa de Llanes   | Constantino Suárez       | José Bernardo Pino      | SEAT 124-1800                 |             |
| 1979 | 3.er Rally Villa de Llanes  | Miguel Martínez          | Mortera                 | Alpine-Renault                |             |
| 1980 | 4.º Rally Villa de Llanes   | José Luis Graña          | Tomás Morales           | SEAT 124-2000                 |             |
| 1981 | 5.º Rally Villa de Llanes   | Tino Suárez              | Juan Abollo             | SEAT 124-1800                 |             |
| 1982 | 6.º Rally Villa de Llanes   | 'Genito' Ortiz           | 'Susi' Cabal            | Renault 5 Turbo               | España      |
| 1983 | 7.º Rally Villa de Llanes   | 'Genito' Ortiz           | 'Susi' Cabal            | Renault 5 Turbo               | España      |
| 1984 | 8.º Rally Villa de Llanes   | 'Genito' Ortiz           | Guillermo Barreras      | Renault 5 Turbo               | España      |
| 1985 | 9.º Rally Villa de Llanes   | Bruno Saby               | Jean-François Fauchille | Peugeot 205 Turbo 16          | España      |
| 1986 | 10.º Rally Villa de Llanes  | Salvador Serviá          | Jordi Sabater           | Lancia Rally 037              | España      |
| 1987 | 11.er Rally Villa de Llanes | Carlos Sainz             | Antonio Boto            | Ford Sierra RS Cosworth       | España      |
| 1988 | 12.º Rally Villa de Llanes  | Josep Bassas             | Antonio Rodríguez       | BMW M3                        | España      |
| 1989 | 13.er Rally Villa de Llanes | Josep Bassas             | Antonio Rodríguez       | BMW M3                        | España      |
| 1990 | 14.º Rally Villa de Llanes  | Jesús Puras              | José Arrarte            | Lancia Delta Integrale        | España      |
| 1991 | 15.º Rally Villa de Llanes  | Gustavo Trelles          | Ricardo Ivetich         | Lancia Delta HF Integrale 16V | España      |
| 1992 | 16.º Rally Villa de Llanes  | Jesús Puras              | José Arrarte            | Lancia Delta Integrale 16V    | España      |
| 1993 | 17.º Rally Villa de Llanes  | José María Bardolet      | Joaquim Muntada         | Opel Astra GSI 16v            | CERA        |
| 1994 | 18.º Rally Villa de Llanes  | Oriol Gómez              | Marc Martí              | Renault Clio Williams         | CERA        |
| 1995 | 19.º Rally Villa de Llanes  | Oriol Gómez              | Marc Martí              | Renault Clio Williams         | CERA        |
| 1996 | 20.º Rally Villa de Llanes  | Luis Climent             | José Antonio Muñoz      | Citroën ZX 16v                | CERA        |
| 1997 | 21.er Rally Villa de Llanes | Jesús Puras              | Carlos del Barrio       | Citroën ZX Kit Car            | CERA        |
| 1998 | 22.º Rally Villa de Llanes  | Jesús Puras              | Carlos del Barrio       | Citroën Xsara Kit Car         | CERA        |
| 1999 | 23.er Rally Villa de Llanes | Jesús Puras              | Marc Martí              | Citroën Xsara Kit Car         | CERA        |
| 2000 | 24.º Rally Villa de Llanes  | Salvador Cañellas jr.    | Carlos del Barrio       | SEAT Córdoba WRC              | CERA        |
| 2001 | 25.º Rally Villa de Llanes  | Luis Monzón              | José Carlos Déniz       | Peugeot 206 WRC               | CERA        |
| 2002 | 26.º Rally Villa de Llanes  | Jesus Puras              | Carlos del Barrio       | Citroën Xsara WRC             | CERA        |
| 2003 | 27.º Rally Villa de Llanes  | Félix García             | Miguel Ángel García     | Mitsubishi Carisma Evo VI     |             |
| 2004 | 28.º Rally Villa de Llanes  | Joan Vinyes              | Xavier Lorza            | Peugeot 206 S1600             | CERA        |
| 2005 | 29.º Rally Villa de Llanes  | Dani Sordo               | Marc Martí              | Citroën C2 S1600              | CERA        |
| 2006 | 30.º Rally Villa de Llanes  | Dani Solà                | Xavier Amigo            | Citroën C2 S1600              | CERA        |
| 2007 | 31.er Rally Villa de Llanes | Alberto Hevia            | Alberto Iglesias Pin    | Volkswagen Polo S2000         | CERA        |
| 2008 | 32.º Rally Villa de Llanes  | Sergio Vallejo           | Diego Vallejo           | Porsche 997 GT3 RS            | CERA        |
| 2009 | 33.er Rally Villa de Llanes | Alberto Hevia            | Alberto Iglesias Pin    | Skoda Fabia S2000             | CERA        |
| 2010 | 34.º Rally Villa de Llanes  | Alberto Hevia            | Alberto Iglesias Pin    | Skoda Fabia S2000             | CERA        |
| 2011 | 35.º Rally Villa de Llanes  | Alberto Hevia            | Alberto Iglesias Pin    | Skoda Fabia S2000             | CERA        |
| 2012 | 36.º Rally Villa de Llanes  | Sergio Vallejo           | Diego Vallejo           | Porsche 997 GT3 RS            | CERA        |
| 2013 | 37.º Rally Villa de Llanes  | Víctor Senra             | Diego Vallejo           | Mitsubishi Lancer Evo X       | CERA        |
| 2014 | 38.º Rally Villa de Llanes  | Miguel Ángel Fuster      | Ignacio Aviñó           | Ford Fiesta R5                | CERA        |
| 2015 | 39.º Rally Villa de Llanes  | Sergio Vallejo           | Diego Vallejo           | Porsche 997 GT3 RS            | CERA        |
| 2016 | 40.º Rally Villa de Llanes  | Cristian García Martínez | Rebeca Liso             | Mitsubishi Lancer Evo X       | CERA        |
| 2017 | 41.er Rally Villa de Llanes | Iván Ares                | José Antonio Pintor     | Hyundai i20 R5                | CERA        |
| 2018 | 42.º Rally Villa de Llanes  | Miguel Ángel Fuster      | Ignacio Aviñó           | Ford Fiesta R5                | CERA        |
| 2019 | 43.er Rally Villa de Llanes | Pepe López               | Borja Rozada            | Citroën C3 R5                 | CERA        |
| 2021 | 44.º Rally Villa de Llanes  | Iván Ares                | David Vázquez           | Hyundai i20 R5                | S-CER, Copa |
| 2022 | 45.º Rally Villa de Llanes  | Alejandro Cachón         | «Jandrín»               | Citroën C3 Rally2             | S-CER       |